# Christian Cavallin
Christian Cavallin (født 3. september 1831 i Borlunde Sogn, Malmøhus Len, død 10. oktober 1890 i Lund) var en svensk filolog. Han var søn af Samuel Johan Cavallin samt bror til Severin og Samuel Gustaf Cavallin. 
Cavallin blev student i Lund 1847, dr. phil. 1853, docent i latin 1857, adjunkt ved universitetet i Lund 1864 og professor i græsk sammesteds i 1875. Hans vigtigste arbejder er: De L. Apuleio, scriptore latino, adversaria (1857); De positione nominum latinorum (1863); Om romarnas parentalia (1863); Latinskt Lexikon (1873); Svensk-latinsk ordbok (1875-76); Sophoclis Philoctetes (udgave med kommentar, 1875); Grekisk Syntax (1879); Euripides Iphigenia i Tauri (1884). Desuden har han leveret mindre afhandlinger, blandt andet i Nordisk Tidsskrift for Filologi, af hvilket han i en årrække var medredaktør. Cavallin var en af Sveriges betydeligste filologer i sin tid; hans arbejder er udmærkede ved sikker metode, grundighed og klarhed.